# 新語偽作説
新語偽作説（しんごぎさくせつ）は、中国の前漢時代に陸賈が著した『新語』として現在流布している本は、後代の人が偽作したものだとする学説である。偽作説においても、陸賈が『新語』を書いたことは疑わない。明代から今に伝わる本が、別人が書いたものだとする説である。真作か偽作かで数百年間論争が続いている。『新語』の成立事情と現在伝わる本の内容については、『新語』の項目を参照されたい。

## 偽作説をめぐる歴史
混乱を避けるため、以後の説明では、今に伝わる『新語』を今本（きんぽん）と書く。偽作説の見方では、真の『新語』と今の『新語』は異なるので、こうした区別が便利である。
偽作説の初めは、13世紀、南宋の黄震と言われる。『新語』「弁惑」篇の中で「今、上に明王聖主なく、下に貞正諸侯なし」と皇帝とその重臣を厳しく非難しており、皇帝と重臣が並ぶところで奏上する内容ではない。「馬上で天下を得ても馬上で天下を治められない」という陸賈の持論が反映された箇所がない。というのが黄震の疑問であった。
その後も偽作説・真作説の意見が表明され続けたが、偽作説を強めたのは、清代の『四庫全書総目提要』である。司馬遷は『史記』を書くときに『新語』を参考にしたと『漢書』に書かれているのに、実際に『史記』と『新語』今本を比べてみると、内容に重なる部分がない。他2点の引用関係の不審をあわせ、司馬遷が見た『新語』は今本と異なるとして、偽作を主張した。
しかし、『四庫全書総目提要』の上記の指摘は、『漢書』を直接参照せずに誤った引用を元に批判をしたものであった。1930年に胡適がこのことを指摘すると偽作説の勢いは衰えた。中国では多くの学者が現在の『新語』を真のものと認めている。日本では宮崎市定が真作説を強く肯定した。
それでも、今本の文章が高祖への奏上として場違いだという疑問は解消されていない。金谷治のように、現在の『新語』は陸賈による別の著作だと考える説もあり、これもまた有力である。『漢書』芸文志は、陸賈の著作を3つ挙げる。「楚漢春秋9篇」、「陸賈賦3篇」、「陸賈23篇」である。『楚漢春秋』は歴史書、賦は詩の一種だが、陸賈23篇は儒家のものとされている。これが『新語』の名で伝えられた可能性を考えるのである。
また、陸賈作を否定する論としては、福井重雅が『陸賈「新語」の研究』で、今本で使われる「五経」という表現が漢初にはまだ現われていないはずだという疑いを加えた。
以下では偽作説からの疑問点を先に書き、それに対する真作説からの弁護論があれば次にまとめる。

## 『新語』23篇との関係

### 吸収・分離の事情
『漢書』は後漢時代に書かれたが、その「芸文志」は、前漢末に劉向・劉歆が作った『七略』という文献目録を収録したものである。芸文志には陸賈の著作が三つある。「楚漢春秋9篇」、「陸賈23篇」、「陸賈賦3篇」である。陸賈23篇は「儒家」に、楚漢春秋9篇は「春秋」に、陸賈賦3篇は「詩賦」に分類される。『新語』は見えない。
真作説を採る学者は、『新語』は「陸賈23篇」の一部であった、とするのが通例である。しかし、司馬遷（または司馬談）が独立した著作として感想を記した『新語』が、なぜ「陸賈23篇」に吸収されたのかは説明できない。芸文志の中で『楚漢春秋』は独立しているので、この疑問は強められる。また、『新語』が再び分かれた事情も不明である。偽作説の立場からは、司馬遷の後しばらくして『新語』は失われ、その空白を利用して偽書『新語』が書かれたということになる。

### 兵書略
『漢書』芸文志には、もとの目録で兵家の一類「兵書略」あるいは「兵権謀」に分類された書のうち、他の分類との重複分は省いたと注がある。陸賈の兵書も重複しており、それが陸賈23篇であろうことは容易に推測できる。ということは、陸賈23篇は、儒家であり兵家でもあるような内容を備えていたことになる。武人ではないものの、戦乱の時代に劉邦陣営に身を投じ、戦後に文武の併用を説いた陸賈が、戦争を勝利に導く策略について何か書き残したとしてもおかしくはない。ところが、『新語』今本に兵家的な要素はなく、兵や力に頼ることを繰り返し批判している。こうしたことから福井重雅は、陸賈23篇に『新語』が含まれるという推測は成り立たないと論じた。

## 引用関係

### 『史記』との関係
『漢書』司馬遷伝には「司馬遷は戦国策、楚漢春秋、陸賈新語を取りて史記を作る」とある。失われた『楚漢春秋』についてはわからないが、『戦国策』と『史記』には93箇所も一致がある。ところが、『新語』今本と重なる箇所が『史記』には一つもない。よって、司馬遷が参照したのは今本ではない。今本は本来の『新語』が失われた後に書かれた偽物だろうとする。『四庫全書総目提要』が唱えた説である。
ところが、中華民国時代の1930年に、「新語を取りて」という記述が実際には『漢書』にないことを胡適が論文「陸賈新語考」で指摘した。実際、『漢書』司馬遷伝に戦国策と楚漢春秋は見えるが新語はない。『提要』の批判は事実誤認にもとづいていた。

### 『論衡』との関係
後漢代の王充著『論衡』との関係についても『四庫全書総目提要』は似た問題を指摘した。後漢の儒者王充の『論衡』には、「陸賈いわく」として引用した文がある。それが今本には見当たらない。
この指摘に対しては、『論衡』は書名を書いていないのだから、陸賈が書いた別の著作からの引用だろう、という反論を厳可均が『鉄橋漫稿』で書いた。
もっとも、『論衡』と『新語』の関係は単純ではない。『論衡」は上も含めて4か所で『新語』に言及するが、そのほかに、新語といわず「伝にいわく」と前置きして、「堯舜の民は比肩して封ず可く・・・・」という文を引用する箇所がある。そしてこれとまったく同文が『新語』今本にある。王充がその箇所を『新語』ではない別の題名の本から引用し、かつその文章が『新語』今本と一致していたのであれば、後の時代に題名が取り替えられて『新語』になった、という話になる。しかし王充が『新語』原本を手元に置かず何かの文献から孫引きして書いた可能性もあるので、簡単には結論づけられない。

### 『春秋穀梁伝』との関係
『四庫全書総目提要』はまた、今本の道基篇の末尾に『春秋穀梁伝』からの引用があることも問題視した。穀梁伝は漢の武帝の時代に見いだされたもので、時代が合わないという。『穀梁伝』の成立時期ははっきりしないが、春秋三伝の中でもっとも遅く、完成した本の形で知られるようになったのはさらに時代を下り宣帝の時とされている。
厳可均はこれについても、広く知られる以前に古い伝があったのは確かであり、陸賈が参照したのはその古い方なのだろう、と反駁した。引用された箇所が現在の『穀梁伝』に見当たらないことも、異なる伝の存在を暗示させる。『穀梁伝』は後発ではなく、戦国時代には成立していたと説く齋木哲郎は、『新語』による引用は不思議ではないと見る。

## 高祖との問答と奏上

### 天下を得た理由
『史記』によれば、高祖は「秦が天下を失い、吾がこれを得た理由は何か、および古の国の成功と失敗を著せ」と命じて陸賈に『新語』を書かせた。ところが、『新語』今本はこの疑問に答えていない。黄震『黄氏日鈔』が挙げた二番目の疑問点である。
秦が滅んだ理由は随所に書かれており、それは刑罰を厳しくし、力に頼ったためである。高祖との対話で陸賈が主張したのは、武力で天下を得ることができても、その後は仁義や礼によって治めなければ長続きしない、という時代にあわせた政策転換であった。しかるに『新語』今本は、時代の変化と関係なく武力や刑罰を否定するだけですませる。しかも漢が興った理由について何も触れない。
真作説の立場からは、斉の桓公が徳を尊んで覇者になった、という箇所が漢についての答えにもなっているとしたり、一つの箇所ではなく全体として仁義を説くところにあるといった説明がなされる。

### 上に明王聖主なく下に貞正諸侯なし
今本の弁惑篇には、「今、上に明王聖主なく、下に貞正諸侯なし」という皇帝・諸侯への否定的評価がある。続けて「姦臣賊子の党」を根こそぎ除き忠良な人にかえよ、と迫る。なぜそう言えるのかの説明はない。『史記』によれば、『新語』各篇が奏上されるたびに皇帝は褒め、左右は万歳を叫んだという。非難された皇帝・諸侯が喜んだというのは理解しがたい。黄震の第一の疑問である。陸賈が奏上したのは別のものではないかと疑われる。
それほど強烈ではないが、『新語』にはほかにも随所に「今」の君臣や政治への批判があり、今の君臣を褒めることはない。術事篇に「今、馬ありて王良の御なく（中略）士有りて文王に遭わず・・・」と君主が良い人を用いないことを批判する。また、思無篇では、君主は「今の世は道徳をもってしては治められない」と言い、臣は「今の民は仁義をもって正すことはできない」と言い、それぞれ言い訳をして正しい政治をしない、と非難する。この程度の諌言は不可能ではないが、なお危険を伴うものであり、当の相手から手放しで褒められるようなことではなかった。
元の『新語』は失われ「陸賈23篇」が『新語』として伝わったと考える金谷治は、呂后（呂雉）の時代に陸賈が退官した後の著作だとするなら、「今」の政治を痛烈に批判していてもおかしくないとした。
真作説をとる宮崎市定は、高祖に対してこのような言葉を奏上するはずがないという理由から、「明王聖主なく」から「無」という字を除き、「今、上に明王聖主を戴き、下に貞正の諸侯を擁す」と正反対の意味に改める案を示した。『新語』今本にはもともと脱落や誤りが多いので、陸賈の思想をくみ取るには大胆に訂することが必要だというのである。宮崎は、他の君主批判はそのままにした。

## 思想と用語
『新語』にあらわれる陸賈の思想が、漢の初めにはなかったという指摘も多くある。しかしこの方向からの批判は、陸賈がそれだけ先進的な思想家だったという説明によって反駁される。

### 災異と讖緯
『新語』今本は、陰陽、災意の思想によって自然現象と人間の運命を説明する。明誡篇にある「悪政は悪気を生じ、悪気は災異を生ず」という考えである。人の行いに対して天が報いを下すという災異説は、前漢末、後漢初めに盛行した。『漢書』に、漢が興ってから陰陽と災異を言う者を列挙したところがあるが、その古い者は武帝時代の董仲舒と夏侯始昌である。福井重雅は、讖緯思想の語が随所に見られることにも注目した。符瑞・禍殃（術事篇）、河図・洛書（慎微篇）、図籙（本行篇）、図暦（明誡篇）といった語は、前漢末には頻出するが、漢初には他に例を見ない。
しかし、清代の学者唐晏は、これらを陸賈の頃に既に讖緯説が登場していた証拠と見て、偽作の証拠とはしなかった。また齋木哲郎は。文帝2年（紀元前178年）の詔勅に、天が災いによって政治のあやまちを戒める、と述べた箇所を示し、文帝の時代に既に災異説が広まっているのだから、それより少し前の時代に陸賈が説いても不思議ではないと述べた。

### 五経の語
『新語』の中には、重要な経典を総称する「五経」という語が見える。経典を五つにまとめる用法は漢初には他に見られず、当時は「楽」を含めた六芸または六経として六つにまとめるのが通例であった。孤立した用例として、高祖没後（前195年）約60年後の建元5年（紀元前136年）に置かれた五経博士があるが、これは後漢代に成立した『漢書』でのみ知られ、『史記』をはじめとする前漢中期までの文献には見えない。五経という言葉が通用するのは宣帝期（前74年 - 前48年）以降である。以上の分析をもとに、福井重雅は、『新語』今本の成立年代は前漢末か後期初めがふさわしいと推測した。

## 周囲の社会状況
一人の人物が孤立した思想を抱くことはままあるが、その人物が著作の中で批判対象とした社会現象や思想潮流は、その当時にある程度の広がりを持っていたはずである。社会状況のずれは、一人の特例としてすませるわけにはいかない。しかしこれについても、他の資料に現われないだけで、そうした社会現象があったのだという弁護は可能である。

### 公卿の子弟が尊貴になる
資質篇には、今の政治を批判する一つとして、「公卿の子弟、貴戚の党友も、人に優るの能なしといえども」「身は尊貴のところに在り」という。しかし、高祖の時代の諸侯・高官は、秦末の反乱と楚漢の争いで軍功を立てた人たちである。庶民から出た彼らが「貴戚」すなわち貴族と言える血筋とみなされるのはもう少し世代を重ねた後である。そして、高祖の存命中に彼らの子弟は政治登場を果たしていなかった。漢初には的外れな批判である。
この点について宮崎市定は、当時、功臣の子孫が政権を独占する形勢があったためだとした。

### 神仙思想の流行
津田左右吉は、論文「易に関する一二の考察」で、慎微篇にある「深山に入って神仙を求める」が漢のはじめに言われるはずがないと指摘した。神仙に入ろうとする動きが社会問題として論じられるほどになったのは、前漢末期である。
しかし、秦の始皇帝は不死になる方法を求めていたし、漢の功臣張良もそうであった。宮崎市定は「始皇帝の心を捉えた邪説」であるから非難したのだとした。金谷治は張良を念頭に、深山に入って神仙を求める人が漢初にいたと考えた。

### 災異を説いて刑死
災異説にもとづいた説明を施しながら、今本の懐慮篇には、みだりに災異を説く世人を批判した文がある。そのような人は、深く学ぶことなく災変を説いて学者と衆人を惑わすが、自分にふりかかる災いを避けることができず、法に触れて刑死するというのである。災変や予言から罪が生じたのは、漢初には例がなく、武帝以降のことである。もっともあてはまるのは前寒後期の元帝・成帝の時代だと金徳建は20世紀に指摘した。
これについて齋木哲郎は、始皇帝の時代の盧生らのことだという。盧生は始皇帝に「秦を滅ぼすものは胡である」と記した録図書（予言書）をもたらし、匈奴征討の端緒を作った方士である。後に盧生らは皇帝の専制を危ぶんで逃げ隠れ、怒った始皇帝が学者を一括りに責めて460人を殺した。ただこの場合、盧生は自分にふりかかる災いを避け、刑死したのは無実の学者たちであった。